# Alcoholes del Uruguay
Die Alcoholes del Uruguay S.A. (kurz: ALUR) ist ein uruguayisches agroindustrielles Unternehmen.
Der Hersteller von Biodiesel, Bioethanol, Tierfutter, Energie und Zucker nahm 2006 seinen Betrieb auf. Das Unternehmen gehört zu 91 % der Administración Nacional de Combustibles, Alcohol y Portland (ANCAP) und zu 9 % der Petróleos de Venezuela (PDVSA).
Der Umsatz lag 2022 bei 250 Millionen US-Dollar.

## Produktion
Fünf Fabriken gehören zu ALUR:
- Agroindustrieller Komplex Ing. Mones Quintela in Bella Unión (Herstellung von Bioethanol, Zucker, elektrischer Energie und Tierfutter)
- Mikrobrennerei in Artigas
- Bioethanolanlage Paysandú Phase II (Herstellung von Bioethanol und Tierfutter)
- Biodieselanlage Paso de la Arena (Herstellung von Biodiesel, Glycerin und Proteinmehlen)
- Biodieselanlage Capurro (Herstellung von Biodiesel und Glycerin)

Darüber hinaus betreibt ALUR Büros und Lagerhallen in einem Gewerbegebiet in Capurro (Montevideo).
Im Herbst 2024 stellte ALUR in der Biodieselanlage Capurro erstmals Biodiesel aus Brennereimaisöl, einem Abfallprodukt der Bioethanolproduktion, her.